# Романо, Санти
Санти Романо (итал. Santi Romano; 31 января 1875, Палермо — 3 ноября 1947, Рим) — итальянский юрист и политик. Известный представитель институционального подхода в юриспруденции.

## Биография
Окончил Университет Палермо (1896), ученик Витторио Эмануэле Орландо. Начал преподавательскую карьеру там же в 1898 году, на протяжении всей жизни преподавал административное право и конституционное право. С 1906 г. профессор Моденского университета, с 1909 г. — Пизанского университета, с 1925 г. — Миланского университета и наконец в 1928—1943 гг. — университета «Сапиенца» в Риме. В Пизе в 1923—1925 гг. и в Милане в 1925—1928 гг. был деканом юридического факультета. Академик Национальной академии деи Линчеи (1935—1946) и учреждённой фашистским режимом Королевской академии (с 1939 г. до её роспуска в 1944 г.).
Он был членом Совета по дипломатическим спорам с 1926 г. С 1934 г. Романо был членом Сената Италии, а также председателем центральной комиссии по местным финансам. Он также входил в состав важных министерских комиссий, включая комиссию по разработке нового закона об охране вещей, представляющих художественный и исторический интерес (доклад Романо был полностью включен в законопроект, который без дальнейших поправок Парламента стал законом от 1 июня 1939 г., № 1089).

## Научный вклад
Санти Романо был главным сторонником институциональной теории права и правового плюрализма в Италии. Он написал монографию L’ordinamento Giuridico (прим. перевод: «Правопорядок»), которая до сих пор обсуждается многими юристами и признана новаторской для своего времени.
Согласно его институциональной доктрине право – это институт. Следовательно, поскольку право вытекает из общественной структуры, института, то ничто не препятствует существованию множества правопорядков. Это одна из самых новаторских черт его теории.
Теория Санти Романо была вдохновлена работой Мориса Ориу и была поддержана рядом учёных, одним из которых был Жорж Ренар. Сам Морис Ориу отзывался о работе коллеги нейтрально, назвав её достойной внимания и, заявив, что они писали о разном. Ганс Кельзен, один из основных теоретиков правового позитивизма, вступил в оживленную полемику с сицилийским профессором. В самом начале своей работы L’ordinamento Giuridico С. Романо раскритиковал подход Кельзена. Несмотря на это, современная юриспруденция больше склоняется в пользу нормативистской теории права, основоположником которой был Кельзен.